# وسیله نقلیه پرتاب سبک
وسیله نقلیه پرتاب سبک (انگلیسی: Small-lift launch vehicle) یا (SLV) یک راکت پرتابگر مداری است که توان حمل ۲۰۰۰ کیلوگرم (۴۴۰۰ پوند) یا کمتر (بر اساس طبقه‌بندی ناسا) یا کمتر از ۵۰۰۰ کیلوگرم (۱۱۰۰۰ پوند) (بر اساس طبقه‌بندی روسکوسموس) از محموله را به مدار پایینی زمین (LEO) را دارد. دو ردهٔ بزرگتر بعدی شامل بالابرهای وسیله نقلیه پرتاب متوسط(MLV) و وسیله نقلیه پرتاب سنگین (HLV) هستند.
نخستین وسیله پرتاب سبک موشک بالابر اسپوتنیک بود که توسط اتحاد جماهیر شوروی پرتاب شد که از R-7 Semyorka ICBM مشتق شده بود. در ۴ اکتبر ۱۹۵۷، راکت اسپوتنیک برای انجام اولین پرتاب ماهواره در جهان مورد استفاده قرار گرفت و اسپوتنیک ۱ را در مدار پایینی زمین قرار داد.
از اواخر دهه ۱۹۵۰، وسایل نقلیه پرتاب کوچک بالابر به پرتاب محموله‌ها به فضا ادامه دادند. وسایل نقلیه پرتاب متوسط، پرتابگرهای سنگین و پرتاب کننده‌های فوق سنگین نیز به‌طور گسترده توسعه یافته‌اند اما به‌طور کامل جایگزین وسایل پرتاب کوچک نشده‌اند.